# Jablaniške Laze
Jablaniške Laze este o localitate din comuna Šmartno pri Litiji, Slovenia, cu o populație de 63 de locuitori.